# Dicranomyia nelsoniana
Dicranomyia nelsoniana là một loài ruồi trong họ Limoniidae. Chúng phân bố ở miền Australasia.